# Vùng Các dân tộc Phương Nam
Vùng Các dân tộc Phương Nam (thường viết tắt là SNNPR) là một trong 9 vùng dựa trên cơ sở dân tộc (kililoch) của Ethiopia. Vùng được thành lập từ việc hợp nhất các vùng 7-11 sau các cuộc bầu cử năm 1994. Thủ phủ của vùng là Awasa. SNNPR giáp với hạt Marsabit của Kenya ở phía nam (bao gồm một phần nhỏ của hồ Turkana), tam giác Ilemi (một khu vực Ethiopia, Kenya, và Nam Sudan tuyên bố chủ quyền) ở phía tây nam, bang Đông Equatoria của Nam Sudan ở phía tây, các vùng Gambela ở tây bắc, Oromia ở phía bắc và đông. Ngoài Awasa, các đô thị chính trong vùng là Arba Minch, Bonga, Chencha, Dila, Irgalem, Mizan Teferi, Soddo, Wendo, và Worabe.
| Tôn giáo                  | Điều tra năm 1994 | Điều tra năm 2007 |
| ------------------------- | ----------------- | ----------------- |
| Tin Lành                  | 34,8%             | 55,5%             |
| Ki-tô giáo Chính thống    | 27,6%             | 19,9%             |
| Hồi giáo                  | 16,7%             | 14,1%             |
| các tôn giáo truyền thống | 15,4%             | 6,6%              |
| Ki-tô giáo Rôma           | 3%                | 2,4%              |
| tôn giáo khác             | -                 | 1,5%              |

| Dân tộc  | Điều tra 1994 | Điều tra 2007 |
| -------- | ------------- | ------------- |
| Sidama   | 18%           | 19.38%        |
| Welayta  | 12%           | 10.59%        |
| Hadiya   | -             | 7.98%         |
| Gurage   | 15%           | 7.54%         |
| Gamo     | -             | 7%            |
| Kafficho | -             | 5.44%         |
| Silt'e   | -             | 5.37%         |